# Inghinidhe na hÉireann
Inghinidhe na hÉireann (Córy Irlandii) – radykalna nacjonalistyczna irlandzka organizacja kobieca założona i kierowana przez Maud Gonne. Działała w latach 1900–1914, po czym połączyła się z Cumann na mBan.

## Historia
W kwietniu 1900 roku Ramsay Colles, redaktor dziennika Figaro, oskarżył irlandzką działaczkę na rzecz niepodległości Maud Gonne, że sprzeciwia się udziałowi Irlandczyków w wojnie burskiej, a sama pobiera brytyjską emeryturę wojskową po ojcu. W jej obronie stanął Arthur Griffith, który połamał chicotte na głowie Collesa. Został za to skazany na dwa tygodnie więzienia, a jego akcja stała się między innymi powodem do spotkania kobiet w niedzielę wielkanocną 1900 roku w Dublinie. Postanowiły one zebrać pieniądze i kupić Griffithowi mocny kij tarninowy ze srebrną rączką. Podczas spotkania kobiety rozmawiały o kwietniowej wizycie w Dublinie królowej Wiktorii i 5 tysiącach dzieci, które przybyły ją powitać i uczestniczyły w darmowym poczęstunku w Phoenix Park. Postanowiono nagrodzić te dzieci, które na to spotkanie nie przybyły organizując Patriotic Children's Treat (patriotyczny poczęstunek dla dzieci). Była to forma protestu przeciwko wizycie królowej, która przyjechała do Irlandii, aby zachęcić Irlandczyków do zaciągnięcia się do armii brytyjskiej i wzięcie udziału w wojnie burskiej. Griffith, Gonne i inni sympatyzowali z Burami.
Na czele utworzonego Patriotic Children’s Treat Committee stanęła Maud Gonne. Dzięki darowiznom i zebranej żywności udało mu się ugościć od 20 do 30 tysięcy dzieci. Spotkanie zorganizowano 1 lipca w Clonturk Park, po corocznych obchodach upamiętniających irlandzkiego bohatera narodowego Theobalda Wolfiego Tone.
Na bazie Komitetu jesienią 1900 roku powstała organizacja Inghinidhe na hÉireann (Córy Irlandii). Maud Gonne została wybrana na przewodniczącą, a wiceprzewodniczącymi wybrano: Alice Furlong, Jenny Wyse Power, Annie Egan i Anna Johnston (publikującą pod pseudonimem Ethna Carbery). W 1914 roku Inghinidhe na hÉireann została wchłonięta przez Cumann na mBan.

## Działalność
Organizacja dążyła do przywrócenie pełnej niepodległości Irlandii. Chciała wykształcić nowe pokolenie Irlandczyków. W tym celu propagowała język irlandzki, literaturę irlandzką, muzykę, sztukę i historię Irlandii. Aby uwolnić się od dominacji angielskiej wzywała do odrzucenia wszystkiego co angielskie. Córy Irlandii skupiły się głównie na edukacji organizując naukę języka irlandzkiego i historii dla dzieci, które skończyły 9 lat. Organizacja prowadziła kampanię na rzecz wprowadzenia w Irlandii szkolnych posiłków, ostrzegała dziewczęta przed niebezpieczeństwem przebywania z brytyjskimi żołnierzami, naciskała na sklepy, aby zaopatrywały się w irlandzkie towary i zniechęcała do wstępowania do brytyjskiej armii.
W lipcu 1903 roku organizacja ponownie zorganizowała piknik dla irlandzkich dzieci w Jones Road Park (obecnie Croke Park). Miał on być alternatywą odbywającego się tego samego dnia spotkania w Phoenix Park zorganizowanego z okazji wizyty króla Edward VII i królowej Aleksandry w Irlandii. Impreza niestety nie była tak udana jak piknik w 1900 roku, ponieważ została przygotowana w ostatniej chwili. Dodatkowym utrudnieniem była deszczowa pogoda.
W 1908 roku Helena Molony zaczęła wydawać miesięcznik Bean na hÉireann. Ukazywały się w nim nie tylko artykuły polityczne, ale również był dział mody (celtyckiej), ogrodnictwa, dziecięcy i inne. Wśród współpracowników pisma znaleźli się między innymi: Patrick Pearse, Thomas MacDonagh, Maud Gonne i Constance Markievicz.